# Jeton Neziraj
Jeton Neziraj est un dramaturge kosovar de langue albanaise, né en 1977.

## Biographie
Jeton Neziraj suit des études dramatiques à l'université de Pristina.
Jeton Neziraj est directeur artistique du théâtre national du Kosovo entre 2008 et 2011 puis directeur de la Qendra Multimedia. Il prétend avoir été limogé du théâtre national pour raison politique. En 2011, le théâtre national du Kosovo devrait produire Çifti Martin, une adaptation de La Cantatrice chauve par le directeur kosovar Bekim Lumi à l'Atelier 212, un théâtre de Belgrade. Jeton Neziraj organise ce déplacement mais le voyage est alors annulé par la direction du théâtre qui refuse d'aller sur le territoire serbe.
Sa femme, Blerta Rrustemi-Neziraj, est metteuse en scène.
Les pièces de Neziraj sont marquées par la guerre du Kosovo et le dialogue entre les peuples des Balkans, principalement les Serbes et les Kosovars. Il essaie de rétablir la confiance entre les peuples de la région. Neziraj traite des problèmes politiques contemporains de la région : les déplacements de population et les réfugiés, l'immigration ainsi que le fondamentalisme islamique. Neziraj critique aussi l'implication des personnalités politiques dans l'art et le contrôle de la culture par l'État, au Kosovo ou en Serbie.

## Œuvres
- Yue Madeleine Yue
- Peer Gynt from Kosovo
- Fluturimi mbi Teatrin e Kosovës, en anglais : One Flew over the Kosovo theater.
- Enea i plagosur, en anglais : Aeneas Wounded.
- The Hustler
- The Bridge
- Hipermarketi Patriotik, en anglais : Patriotic hypermarket (écrit avec Milena Bogavac).
- Liza po fle, en anglais : Liza is Sleeping
- Shembja e Kulles se Ajfelit (2010), traduit en français sous le titre L'Effondrement de la Tour Eiffel.
- Lufta në kohën e dashurisë (2007), traduit en français par Anne-Marie Bucquet sous le titre La Guerre au temps de l'amour.  (ISBN 2915037655).